# Chthonius dalmatinus
Chthonius dalmatinus är en spindeldjursart som beskrevs av Hadzi 1930. Chthonius dalmatinus ingår i släktet Chthonius och familjen käkklokrypare. Inga underarter finns listade i Catalogue of Life.